# Richard Haythornthwaite
Richard Neil "Rick" Haythornthwaite, född i december 1956, är en brittisk företagsledare som är styrelseordförande för det amerikanska finanskoncernen Mastercard Inc. och brittiska el- och gasleverantören Centrica plc sedan maj 2006 respektive januari 2014. Han har tidigare arbetat bland för BP, Blue Circle Industries och Invensys Ltd. samt suttit i styrelserna för Cookson Group, Imperial Chemical Industries, Lafarge, Networkrail (styrelseordförande), Premier Oil och World Wide Web Foundation (ordförande).
Haythornthwaite avlade en kandidatexamen i geologi vid The Queen's College, Oxford och en master i ledarskap vid MIT Sloan School of Management.